# Swype
Swype ist eine Eingabemethode für Touchscreens, die von der gleichnamigen Firma entwickelt wurde und zuerst auf dem Samsung Omnia 2 (GT-i8000)(Windows Mobile) zum Einsatz kam. Swype Inc. wurde am 6. Oktober 2011 vom amerikanischen Unternehmen Nuance übernommen. Die Weiterentwicklung wurde im Februar 2018 eingestellt.

## Software

### Funktionsweise
Swype ermöglicht es, durch das Bewegen des Fingers oder eines Eingabestifts quer über die Tastatur Texte einzugeben. Dabei fährt der Finger von Buchstabe zu Buchstabe, ohne zwischen den Buchstaben angehoben werden zu müssen. Es werden eine Fehlerkorrektur und ein Sprachmodul verwendet, um das Wort zu bestimmen. Swype beinhaltet auch ein Worterkennungssystem und wurde sowohl für QWERTY- als auch QWERTZ-Touchscreen-Tastaturen entwickelt.
Die Software benötigt weniger als ein Megabyte (in den meisten Fällen rund 500 bis 600 kB) auf Geräten mit Windows Mobile. Mittlerweile existieren auch Versionen für Android, Symbian-S60 und Apple iOS.
Swype besteht aus drei wesentlichen Komponenten, die auf die Genauigkeit und Geschwindigkeit wirken: Dem Input-Path-Analyzer, einer Wörtersuchengine mit der entsprechenden Datenbank sowie einer vom Hersteller anpassbaren Benutzeroberfläche.

### Geschwindigkeit
Die Macher von Swype geben an, dass der Benutzer mehr als 50 Wörter pro Minute erreichen kann.

### Unterstützte Sprachen
Swype steht unter iOS für rund 50 Sprachen und unter Android für 75 Sprachen zur Verfügung.

## Verfügbarkeit
Allgemein erwartet Swype Inc. eine ähnlich breite Akzeptanz wie bei der Eingabetechnik T9.
Vorinstalliert ist Swype unter anderem auf dem Windows-Mobile-Telefon Samsung Omnia II, dem Meego-Smartphone Nokia N9 und den Android-Telefonen Motorola CLIQ (XT), T-Mobile MyTouch 3G sowie einigen Samsung Modellen (unter anderem Samsung Galaxy S, S II und S III, Samsung Galaxy W, Galaxy Tab, und Samsung Galaxy 3). Unabhängig von der Unterstützung seitens der Mobiltelefon-Hersteller wird Swype in Zukunft auf Android-Geräten nachträglich installiert und genutzt werden können.
Ferner beinhaltet das eigens von Samsung kreierte Betriebssystem Bada ab der Version 1.2 ebenfalls die Swype-Technologie. Dort wird diese als T9 Trace oder Continuous Writing bezeichnet und funktioniert auch mit der Texteingabe per virtueller Telefontastatur – also wie Text on 9 keys, nur dass man, anstatt jede Taste einzeln anzutippen, eine Linie zwischen den Tasten zieht.
Für Symbian^1-Geräte von Nokia ist seit längerem eine Beta-Version verfügbar, von der im Januar 2011 ein Release Candidate veröffentlicht wurde und die in absehbarer Zeit als fertige Version für alle Touchscreen-Geräte des finnischen Herstellers verfügbar sein wird.

## Kritik an Nutzerdatensammlung
Seit April 2013 beklagen Nutzer, dass die App Swype täglich vieltausendfach den Ort des Anwenders über die Abfrage von GPS-Daten ermittelt und an Nuance-Firmenserver sendet. Anwender der App werden von diesen Standortanfragen nicht in Kenntnis gesetzt.

## Konkurrenz
Swype ähnelt im Konzept anderer Software zur Handschrifterkennung und zur Textschnelleingabe wie SwiftKey Flow, SlideIT, minuum und ShapeWriter.